# 丙酮二羧酸
丙酮二羧酸（英語：Acetonedicarboxylic acid，或称为β-酮戊二酸）是一种简单羧酸，可被用来作为有机化学中的构件块。
这种物质可以商业贩售。也可由柠檬酸在硫酸的作用下一锅法脱羧与氧化制得：